# FDGB-Bezirkspokal 1957
Der FDGB-Bezirkspokal der Saison 1957 diente nicht nur zur Ermittlung der Bezirksteilnehmer für den FDGB-Pokal 1958, sondern es wurden erstmalig Finalspiele in den einzelnen Bezirken (außer Cottbus) ausgetragen.

## Geschichte
Der Spielbetrieb in den 15 Bezirken wurde vom jeweiligen Bezirksfachausschuss (BFA) durchgeführt, in denen die Mannschaften unterhalb der drei höchsten Spielklassen (DDR-Oberliga, DDR-Liga und II. DDR-Liga) im Ligasystem auf dem Gebiet des Deutschen Sportausschusses (DS) spielberechtigt waren.
Nach der Amtlichen Mitteilung der Sektion Fußball, standen den Bezirken Neubrandenburg, Potsdam, Cottbus und Suhl sieben und den restlichen Bezirken acht Startplätze für den FDGB-Pokal 1958 zur Verfügung.
Das Double von Meisterschaft und Pokalsieg, machten der SC Traktor Schwerin, die SG Dynamo Dresden und die BSG Motor Suhl perfekt.

## FDGB-Bezirkspokalendspiele
|                         | Bezirkspokalendspiele (Saison 1957) |
| Bezirk Rostock          | Sonntag, den 9. Februar 1958 in Velgast BSG Einheit Rostock – BSG Lokomotive Greifswald 4:1 |
| Bezirk Schwerin         | Sonntag, den 16. Februar 1958 in Schwerin SC Traktor Schwerin – BSG Chemie Wittenberge 7:0 |
| Bezirk Neubrandenburg   | Sonntag, den 29. Dezember 1957 in Neubrandenburg BSG Lokomotive Altentreptow – BSG Empor Anklam 1:0 n. V.                                                                                         |
| Bezirk Potsdam          | Sonntag, den 22. Dezember 1957 im Stadion Vogelgesang von Rathenow BSG Motor Rathenow – SG Finkenkrug 3:2                                                                                         |
| Ost-Berlin              | Sonntag, den 23. Februar 1958 im Hans-Zoschke-Stadion von Ost-Berlin vor 1.500 Zuschauern SG Adlershof – SG Nordring 8:4                                                                          |
| Bezirk Frankfurt (Oder) | Sonntag, den 22. Dezember 1957 in Frankfurt (Oder) SG Dynamo Frankfurt/Oder – SG Union Fürstenwalde 4:0                                                                                           |
| Bezirk Magdeburg        | Sonntag, den 22. Dezember 1957 in Magdeburg BSG Traktor Atzendorf – BSG Aktivist Hötensleben 3:1                                                                                                  |
| Bezirk Halle            | Sonntag, den 29. Dezember 1957 in Deuben BSG Traktor Teuchern – BSG Aktivist Hohenmölsen 1:1 Hohenmölsen lehnte eine Verlängerung ab, so dass Teuchern vom Sportgericht zum Sieger erklärt wurde. |
| Bezirk Leipzig          | Sonntag, den 29. Dezember 1957 auf der Anlage der Jahnkampfbahn von Böhlen vor 3.500 Zuschauern SG Zwenkau – SG Rötha 3:2                                                                         |
| Bezirk Cottbus          | kein Pokalendspiel |
| Bezirk Dresden          | Sonntag, den 29. Dezember 1957 in Radeberg SG Dynamo Dresden – BSG Lokomotive Zittau 2:1 n. V. |
| Bezirk Karl-Marx-Stadt  | Sonntag, den 01. Dezember 1957 in Annaberg-Buchholz BSG Motor Brand-Langenau – BSG Aufbau Aue-Bernsbach 3:2 n. V.                                                                                 |
| Bezirk Erfurt           | Sonntag, den 01. Dezember 1957 in Weimar BSG Empor Apolda – BSG Motor Erfurt Nord 3:2 |
| Bezirk Gera             | Freitag, den 04. April 1958 in Pößneck BSG Chemie Kahla – BSG Chemie Jena 3:1 |
| Bezirk Suhl             | Sonntag, den 23. Februar 1958 in Eisfeld BSG Motor Suhl – BSG Motor Neuhaus-Schierschnitz 6:0 |

## Bezirkspokalteilnehmer am FDGB-Pokal 1958
|                                         | Bezirkspokalteilnehmer (Spielklasse 1957 → 1958) |
| Bezirk Rostock (8 Startplätze)          | BSG Einheit Rostock (Bezirksliga → II. DDR-Liga) BSG Motor Rostock (Bezirksliga → Bezirksliga) BSG Motor Warnowwerft Warnemünde II (Bezirksliga → Bezirksliga) BSG Lokomotive Greifswald (Bezirksliga → Bezirksliga) BSG Motor Wolgast (Bezirksliga → Bezirksliga) BSG Motor Wismar II (Bezirksklasse → Bezirksliga) BSG Aufbau Ribnitz (Bezirksklasse → Bezirksklasse) BSG Traktor Dorf Mecklenburg (Bezirksklasse → Bezirksklasse)      |
| Bezirk Schwerin (8 Startplätze)         | SC Traktor Schwerin (Bezirksliga → II. DDR-Liga) BSG Chemie Wittenberge (Bezirksliga → II. DDR-Liga) BSG Chemie Bützow (Bezirksliga → Bezirksliga) BSG Einheit Güstrow (Bezirksliga → Bezirksliga) BSG Fortschritt Neustadt-Glewe II (Bezirksklasse → Bezirksliga) BSG Traktor Eldena (Bezirksklasse → Bezirksklasse) BSG Traktor Dalberg (Bezirksklasse → Bezirksklasse) BSG Traktor Wittenburg (Kreisklasse → Bezirksklasse)            |
| Bezirk Neubrandenburg (7 Startplätze)   | BSG Lokomotive Waren-Rethwisch (Bezirksliga → II. DDR-Liga) BSG Empor Neustrelitz (Bezirksliga → Bezirksliga) BSG Lokomotive Prenzlau (Bezirksliga → Bezirksliga) BSG Empor Anklam (Bezirksliga → Bezirksliga) BSG Lokomotive Altentreptow (Bezirksliga → Bezirksliga) BSG Stahl Ferdinandshof (Bezirksklasse → Bezirksklasse) BSG Traktor Wesenberg (Bezirksklasse → Bezirksklasse)                                                      |
| Bezirk Potsdam (7 Startplätze)          | BSG Lokomotive Kirchmöser (Bezirksliga → II. DDR-Liga) SG Velten (Bezirksliga → Bezirksliga) BSG Motor Rathenow (Bezirksliga → Bezirksliga) BSG Motor Süd Brandenburg II (Bezirksklasse → Bezirksklasse) SG Eintracht Glindow (Bezirksklasse → Bezirksklasse) SG Finkenkrug (Bezirksklasse → Bezirksklasse) BSG Lokomotive Seddin (Kreisklasse → Kreisklasse)                                                                             |
| Ost-Berlin (8 Startplätze)              | SG Lichtenberg 47 (Stadtliga → II. DDR-Liga) BSG Lokomotive Lichtenberg (Stadtliga → II. DDR-Liga) BSG Motor Köpenick (Stadtliga → Stadtliga) BSG Lokomotive Pankow (Stadtliga → Stadtliga) SG Adlershof (Stadtliga → Stadtliga) TSC Oberschöneweide II (??? → Stadtliga) SG Nordring (Kreisklasse → Kreisklasse) TSC Oberschöneweide/TRO (Stadtliga → ???)                                                                               |
| Bezirk Frankfurt (Oder) (8 Startplätze) | SG Dynamo Frankfurt/Oder (Bezirksliga → II. DDR-Liga) SG Union Fürstenwalde (Bezirksliga → Bezirksliga) BSG Lokomotive Eberswalde (Bezirksliga → Bezirksliga) BSG Lokomotive Fürstenberg (Bezirksliga → Bezirksliga) BSG Chemie Fürstenwalde (Bezirksliga → Bezirksklasse) SG Rot-Weiß Neuenhagen (Bezirksklasse → Bezirksklasse) BSG Motor Oderberg (Bezirksklasse → Bezirksklasse) BSG Empor Beeskow (Bezirksklasse → Bezirksklasse)    |
| Bezirk Magdeburg (8 Startplätze)        | BSG Einheit Burg (Bezirksliga → II. DDR-Liga) BSG Lokomotive Halberstadt (Bezirksliga → II. DDR-Liga) BSG Turbine Magdeburg (Bezirksliga → Bezirksliga) BSG Aktivist Hötensleben (Bezirksliga → Bezirksliga) BSG Aktivist Staßfurt (Bezirksliga → Bezirksliga) BSG Traktor Atzendorf (Bezirksklasse → Bezirksliga) BSG Einheit Osterburg (Bezirksklasse → Bezirksklasse) BSG Aktivist Gommern (Bezirksklasse → Bezirksklasse)             |
| Bezirk Halle (8 Startplätze)            | BSG Turbine Halle (Bezirksliga → Bezirksliga) BSG Traktor Teuchern (Bezirksklasse → Bezirksliga) BSG Aktivist Hohenmölsen (Bezirksklasse → Bezirksliga) BSG Stahl WW Hettstedt (Bezirksklasse → Bezirksklasse) BSG Aktivist Großkayna (Kreisklasse → Bezirksklasse) HSG Wissenschaft Gatersleben (Bezirksklasse → Bezirksklasse) BSG Aktivist Holzweißig (Bezirksklasse → Bezirksklasse) BSG Stahl Thale II (Bezirksklasse → Kreisklasse) |
| Bezirk Leipzig (8 Startplätze)          | SG Zwenkau (Bezirksliga → Bezirksliga) BSG Traktor Delitzsch (Bezirksliga → Bezirksliga) BSG Fortschritt West Leipzig (Bezirksklasse → Bezirksliga) BSG Medizin Markkleeberg (Bezirksklasse → Bezirksklasse) BSG Aktivist Wintersdorf (Bezirksklasse → Bezirksklasse) BSG Aufbau Südwest Leipzig (Bezirksklasse → Bezirksklasse) SG Rötha (Kreisklasse → Bezirksklasse) BSG Aufbau Leipzig Nord (Kreisklasse → Kreisklasse)               |
| Bezirk Cottbus (7 Startplätze)          | BSG Motor Lauchhammer-Ost (Bezirksliga → Bezirksklasse) BSG Aktivist Schipkau (Bezirksliga → Bezirksliga) BSG Aktivist Senftenberg (Bezirksliga → Bezirksliga) BSG Chemie Döbern (Bezirksliga → Bezirksliga) BSG Aktivist Schwarze Pumpe (Bezirksklasse → Bezirksliga) BSG Motor Finsterwalde-Süd (Bezirksliga → Bezirksklasse) BSG Aktivist Gorden (Kreisklasse → Bezirksklasse)                                                         |
| Bezirk Dresden (8 Startplätze)          | SG Dynamo Dresden (Bezirksliga → II. DDR-Liga) BSG Aufbau Meißen (Bezirksliga → II. DDR-Liga) BSG Lokomotive Zittau (Bezirksliga → Bezirksliga) BSG Empor Tabak Dresden (Bezirksliga → Bezirksliga) BSG Motor Radeberg (Bezirksliga → Bezirksliga) BSG Fortschritt Hainitz (Bezirksklasse → Kreisklasse) BSG Fortschritt Neugersdorf (Bezirksklasse → Bezirksklasse) BSG Chemie Nünchritz (Bezirksklasse → Bezirksklasse)                 |
| Bezirk Karl-Marx-Stadt (8 Startplätze)  | BSG Motor Brand-Langenau (Bezirksliga → II. DDR-Liga) BSG Wismut Wilkau-Haßlau (Bezirksliga → Bezirksliga) BSG Aufbau Aue-Bernsbach (Bezirksklasse → Bezirksliga) BSG Stahl Lugau (Bezirksklasse → Bezirksklasse) BSG Motor Mittweida (Bezirksklasse → Bezirksklasse) BSG Einheit Gersdorf (Bezirksklasse → Bezirksklasse) BSG Motor Geringswalde (Bezirksklasse → Bezirksklasse) BSG Empor Werdau (Bezirksklasse → Bezirksklasse)        |
| Bezirk Erfurt (8 Startplätze)           | BSG Motor Erfurt Nord (Bezirksliga → II. DDR-Liga) BSG Empor Apolda (Bezirksliga → Bezirksliga) BSG Post Mühlhausen (Bezirksliga → Bezirksliga) BSG Rotation Heiligenstadt (Bezirksliga → Bezirksliga) BSG Motor Stadtilm (Bezirksklasse → Bezirksliga) BSG Turbine Erfurt (Bezirksliga → Bezirksklasse) BSG Motor Tambach-Dietharz (Bezirksklasse → Bezirksklasse) ASK Vorwärts Erfurt (Kreisklasse → Kreisklasse)                       |
| Bezirk Gera (8 Startplätze)             | BSG Stahl Silbitz (Bezirksliga → II. DDR-Liga) BSG Einheit Rudolstadt (Bezirksliga → II. DDR-Liga) BSG Chemie Kahla (Bezirksliga → Bezirksliga) BSG Stahl Maxhütte (Bezirksliga → Bezirksliga) BSG Motor Saalfeld (Bezirksliga → Bezirksliga) BSG Chemie Jena (Bezirksliga → Bezirksliga) BSG Motor Neustadt (Orla) (Bezirksliga → Bezirksliga) BSG Traktor Uhlstädt (Bezirksklasse → Bezirksklasse)                                      |
| Bezirk Suhl (7 Startplätze)             | BSG Motor Suhl (Bezirksliga → II. DDR-Liga) BSG Aktivist Kali Werra Tiefenort (Bezirksliga → II. DDR-Liga) BSG Motor Veilsdorf (Bezirksliga → Bezirksliga) BSG Lokomotive Meiningen (Bezirksliga → Bezirksliga) BSG Motor Neuhaus-Schierschnitz (Bezirksliga → Bezirksklasse) BSG Aktivist Kali Werra Tiefenort II (Bezirksklasse → Bezirksklasse) BSG Chemie Großbreitenbach (Bezirksklasse → Bezirksklasse)                             |